# Title IX
Title IX (= § 9) ist der am häufigsten verwendete Name für das wegweisende Bundesbürgerrecht in den Vereinigten Staaten, das als Teil (Titel IX) der Bildungsänderungen von 1972 erlassen wurde. Es verbietet geschlechtsspezifische Diskriminierung in einer Schule oder einem anderen Bildungsprogramm, das von der Bundesregierung finanziert wird.
Title IX des United States Education Amendments of 1972, Public Law No. 92‑318, 86 Stat. 235 (23. Juni 1972), codified at 20 U.S.C. §§ 1681–1688, eingebracht durch Senator Birch Bayh, hat einen bedeutenden Aufschwung des amerikanischen Frauensports bewirkt.
Nach dem Gesetz darf keine Person in den USA aufgrund ihres Geschlechts von der Teilnahme an Erziehungsprogrammen ausgeschlossen werden bzw. die Vorteile solcher Programme vorenthalten bekommen, sofern das Programm finanziell von der Bundesregierung unterstützt wird. Da das gesamte Schulwesen (auch die meisten Privatschulen) solche Zuschüsse bekommen, bezieht es sich auf faktisch alle Schulen und Hochschulen. Da der amerikanische Wettkampfsport im Wesentlichen von den Bildungseinrichtungen und nicht von Vereinen getragen wird, hat Title IX die größte Auswirkung (sowie Öffentlichkeitswirkung) im Wettkampfsport.
In einer Vielzahl von Gerichtsprozessen haben vor allem die Eltern von Schülerinnen bzw. Studentinnen einen bedeutenden Aufschwung des Frauensports erzwungen, der bis 1972 weit hinter dem Sport für die männliche Jugend bzw. der Männer zurückstand. Inzwischen hat dies durchaus zu einer Bewusstseinsveränderung geführt.
Um die relative Chancengleichheit zu überprüfen, hat sich ein dreiteiliger Test durchgesetzt, wobei wenigstens eine der drei Bedingungen erfüllt sein muss, damit das Ziel der Gleichberechtigung erfüllt werden kann. Hierbei gilt:
- Alle Ausgaben (für den Sport) müssen im Prinzip proportional zur Anzahl der männlichen und weiblichen Teilnehmer an den Sportprogrammen sein.
- Männliche und weibliche Athleten müssen gleichberechtigt Zugang zu Möglichkeiten, Begünstigungen, Sportstätten haben.
- Sportliche Interessen und Fähigkeiten von männlichen und weiblichen Teilnehmern an Sportprogrammen müssen gleich effektiv berücksichtigt werden.

Dies kann man erreichen durch
- proportionale Teilnahme von Frauen und Männern am Sportprogramm entsprechend ihrer Anzahl an der Studentenschaft
- einen kontinuierlichen Anstieg der Anzahl der Teilnehmer des unterrepräsentierten Geschlechtes (typischerweise der Frauen)
- Auch wenn weniger Frauen als Männer im Sportprogramm aktiv sind, müssen sie dennoch entsprechend ihrer Möglichkeiten optimal gefördert werden.[3]

Dies hat dazu geführt, dass von 1971/72 die Anzahl der männlichen Teilnehmer am Sport in der Highschool bis 2011/12 von 3,7 Mio. auf 4,5 Mio. Teilnehmer angestiegen ist, während der der Schülerinnen von 300.000 auf 3,2 Mio. anstieg. Beim College-Wettkampfsport, wo die Vergabe von Leistungssportstipendien eine viel größere Rolle spielt, war im gleichen Zeitraum der Anstieg von 170.000 auf 256.000 bei der Athleten und 30.000 auf 193.000 bei den Athletinnen. Zwar haben die Männer große Mannschaften im American Football, denen nichts Vergleichbares bei den Frauen entspricht, doch bei allen anderen Sportarten herrscht annähernd Gleichstand. Allerdings gibt es vor allem männliche Cheftrainer, denen dann männliche und weibliche Trainerassistentenstellen zugeordnet sind. Um eine entsprechende Anzahl von Wettkampfsport treibender Frauen zu bekommen, haben amerikanische Hochschulen regelmäßig auch Leistungssportlerinnen aus dem Ausland rekrutiert. Hiervon haben vor allem Studentinnen aus englischsprachigen Entwicklungsländern profitiert.

## Kritik
Es wurde befürchtet, dass Hochschulen bei der Durchsetzung der Titel-IX-Vorschriften, insbesondere in Bezug auf sexuelle Angelegenheiten, übermäßig aggressiv waren. Die Autorin Laura Kipnis, Autorin von How to Become a Scandal: Adventures in Bad Behavior (New York: Metropolitan Books, 2010), hat argumentiert, dass die Vorschriften des Titels IX die Ermittler ermächtigt haben, die routinemäßig akademische Freiheit und einen fairen Prozess zu gefährden, die Schuldzuweisung an die Verdächtigen zu übernehmen und dem angeklagten Mann die volle Verantwortung für das Ergebnis einer sozialen Interaktion zuzuordnen.